# Korttungebier
Korttungebier (Colletidae) er en familie af bier, som inkluderer omkring 2 500 arter. I Europa findes kun de to slægter silkebier (Colletes) og maskebier (Hylaeus), med tilsammen 137 arter, hvoraf 29 er repræsenteret i Danmark.

## Udseende
Familien omfatter alt fra små, næsten hårløse, til store hårede bier. Medlemmerne i gruppen varierer meget i udseende, men holdes sammen af visse anatomiske fællestræk, blandt andet i formen på hunnernes galea, én af de parrede munddele, som er kort og bred med to behårede udvækster nederst.

## Levevis
Korttungebier er solitære bier som bygger sine bo hver for sig. Enkelte arter kan dog optræde i store mængder sammen. Som hovedregel er det de store hårede arter som bygger huler i jorden. De små, næsten hårløse, arter bygger huler i jorden eller udnytter eksisterende hulrum i træer, plantestængler, vulkanske sten m.m. Hunnen udglatter væggene i deres redeceller med et sekret, der påføres med specialiserede munddele (galea), og som størkner til en cellofanlignende vandtæt hinde. Et særtræk ved familien er at føden som gives til larvene er flydende. Hos de fleste af undergrupperne ligger ægget og flyder i et kar med med flydende næring, hos Colletes hænger det ned fra toppen af cellen.

## Udbredelse
Colletidae er kosmopolitter, de fleste arter lever i Australien (hvor de er den dominerende gruppe af bier) og Syd-Amerika.

## Systematisk inddeling
Kun arter som er repræsenteret i Danmark indgår i systematikken nedenfor.
- Ordenen hvepse, (Hymenoptera)
  - Gruppen stilkvepse, Apocrita
    - Gruppen brodhvepse, Aculeata
      - Overfamilien Apoidea
        - Gruppen bier, Apiformes
          - Familien Colletidae (korttungebier)
            - Underfamilien Colletinae
              - Slægten Colletes (silkebier) Latreille, 1802 – 58 arter i Europa, 10 arter i Danmark[3]
                - Colletes cunicularius (vårsilkebi)
                - Colletes daviesanus (vægsilkebi)
                - Colletes floralis (kystsilkebi)
                - Colletes fodiens (sandsilkebi)
                - Colletes hederae (vedbendsilkebi)
                - Colletes halophilus (marsksilkebi)
                - Colletes impunctatus (klitsilkebi)
                - Colletes marginatus (kløversilkebi)
                - Colletes similis (kurvsilkebi)
                - Colletes succinctus (lyngsilkebi)

            - Underfamilien Diphaglossinae
            - Underfamilien Xeromelissinae
            - Underfamilien Hylaeinae
              - Slægten Hylaeus (maskebier) Fabricius, 1793 – 79 arter i Europa, 19 arter i Danmark[3]
                - Hylaeus angustatus (vulstmaskebi)
                - Hylaeus brevicornis (lille maskebi)
                - Hylaeus clypearis (punkteret maskebi)
                - Hylaeus communis (havemaskebi)
                - Hylaeus confusus (engmaskebi)
                - Hylaeus cornotus (hornmaskebi)
                - Hylaeus difformis (frynset maskebi)
                - Hylaeus dilatatus (perlemaskebi)
                - Hylaeus gibbus (hedemaskebi)
                - Hylaeus gracilicornis (slank maskebi)
                - Hylaeus hyalinatus (kantmaskebi)
                - Hylaeus pectoralis (tagrørmaskebi)
                - Hylaeus pfankuchi (stråmaskebi)
                - Hylaeus pictipes (vægmaskebi)
                - Hylaeus punctulatissimus (løgmaskebi)
                - Hylaeus rinki (bredskaftet maskebi)
                - Hylaeus signatus (resedamaskebi)
                - Hylaeus sinuatus (sydlig maskebi)
                - Hylaeus variegatus (rød maskebi)

            - Underfamilien Euryglossinae